# 查尔斯·威维尔·汤姆森
查尔斯·威维尔·汤姆森 FRSE FRS FLS FGS FZS（1830年3月5日—1882年3月10日），苏格兰博物学家和海洋动物学家。他曾担任挑战者号远征首席科学家。

## 生平
汤姆森1830年3月5日出生于苏格兰林利斯戈，父亲是医生。1846年进入爱丁堡大学医学系，不过他对植物学、动物学和地质学更感兴趣。1850-1870年在数所大学教动物学和植物学，期间娶珍妮·道森为妻。1868-1869年，他在英国海军资助下进行探险，在4427米的水下发现生物。当时英国科学界流行爱德华·福布斯的观点，认为深海中没有生物，然而汤姆森的报告《海洋的深度》（1873）却阐述了与之针锋相对的观点。
1871年，汤姆森申请进行新的考察活动，次年12月21日“挑战者号”出发，同行的还有6位科学家、3位生物学家。整个探险长达三年半，测出了海洋最深的地点，发现4417种新的物种。1876年船员们回到英国，次年汤姆森做了报告，并在爱丁堡成立专门的工作室整理探险数据。1877年发表《“挑战者”之旅》报告，并被授予爵位。然而他的健康却急转直下，1882年在家乡去世。